# Pondok Baru (Teramang Jaya)
Pondok Baru is een bestuurslaag in het regentschap Muko-Muko van de provincie Bengkulu, Indonesië. Pondok Baru telt 573 inwoners (volkstelling 2010).